# Cendrats
Cendrats (en francès Cendras) és un municipi francès situat al departament del Gard i a la regió d'Occitània.